# نیوپورت ایست (رود آیلند)
نیوپورت ایست (به انگلیسی: Newport East) شهری در ایالت رود آیلند کشور ایالات متحده آمریکا است که جمعیت آن در سرشماری سال ۲۰۱۰ میلادی، ۱۱٬۷۶۹ نفر بوده‌است.